# Kalliopi Ouzouni
Kalliopi Ouzouni (griechisch Καλλιόπη Ουζούνη, * 8. Februar 1973 in Thessaloniki) ist eine ehemalige griechische Kugelstoßerin.
Bei den Leichtathletik-Weltmeisterschaften 1999 in Sevilla schied sie in der Qualifikation aus, und bei den Olympischen Spielen 2000 in Sydney wurde sie Siebte.
Einem Qualifikationsaus bei den Weltmeisterschaften 2001 in Edmonton folgte ein zwölfter Platz bei den Leichtathletik-Europameisterschaften 2002 in München.
Nachdem sie 2004 bei den Olympischen Spielen in Athen nicht über die Vorrunde hinauskam, beendete sie ihre sportliche Karriere.
Im Freien wurde sie achtmal nationale Meisterin (1993, 1994, 1996, 1999–2002, 2004), in der Halle von 1998 bis 2000.

## Persönliche Bestleistungen
- Kugelstoßen: 18,90 m, 1. Mai 2004, Kalamata
  - Halle: 19,03 m, 22. Januar 2000, Piräus